# Brie (Charente)
Brie település Franciaországban, Charente megyében. Lakosainak száma 4157 fő (2022. január 1.). Brie Agris, Anais, Champniers, Jauldes, Mornac, Rivières, Ruelle-sur-Touvre és La Rochefoucauld-en-Angoumois községekkel határos.

## Népesség
A település népessége az elmúlt években az alábbi módon változott:
| Lakosok száma | 1034 | 1931 | 2980 | 3616 | 4126 | 4260 | 4221 | 4227 | 4222 | 4157 |
|               | 1968 | 1982 | 1999 | 2006 | 2011 | 2015 | 2017 | 2018 | 2020 | 2022 |